# Phare de North Palmetto
Le phare de North Palmetto est un phare actif situé sur l'île d'Eleuthera , dans le district de Central Eleuthera (archipel d'Eleuthera), aux Bahamas. Il est géré par le Bahamas Port Department 

## Histoire
Ce phare, datant de 1992, est situé à North Palmetto, un village à environ 6 km au sud-est de Governor's Harbour (en). C'est une construction privée avec trois chambres à coucher. Le bâtiment est disponible pour les locations de vacances.

## Description
Cette maison-phare  est une tourelle quadrangulaire en bois, avec une galerie et une lanterne, sur une maison d'un étage de 10 m de haut. Le bâtiment est blanc. Son feu fixe émet, à une hauteur focale de 22 m, un intense éclat blanc par période de 5 secondes. Sa portée est de 18 milles nautiques (environ 33 km).
Identifiant : ARLHS : BAH-013 - Amirauté : J4706 - NGA : 110-12158 .

### Lien connexe
- Liste des phares des Bahamas